# Заліснена балка
Заліснена балка — ентомологічний заказник місцевого значення. Об'єкт розташований на території Токмацького району Запорізької області, поля № 7, 8.
Площа — 20 га, статус отриманий у 1984 році.

## Галерея

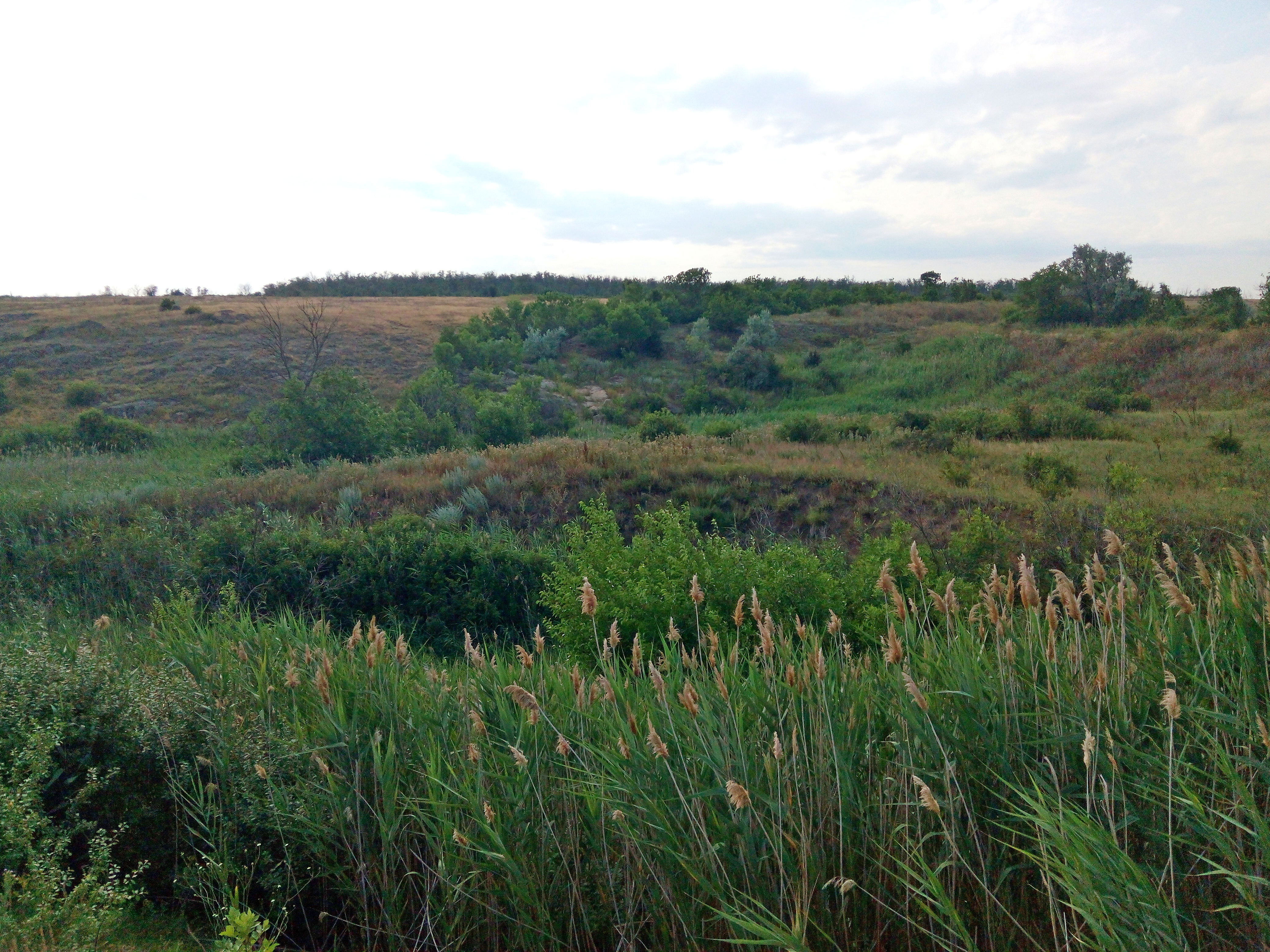
Вигляд на поля заказника №№7-8
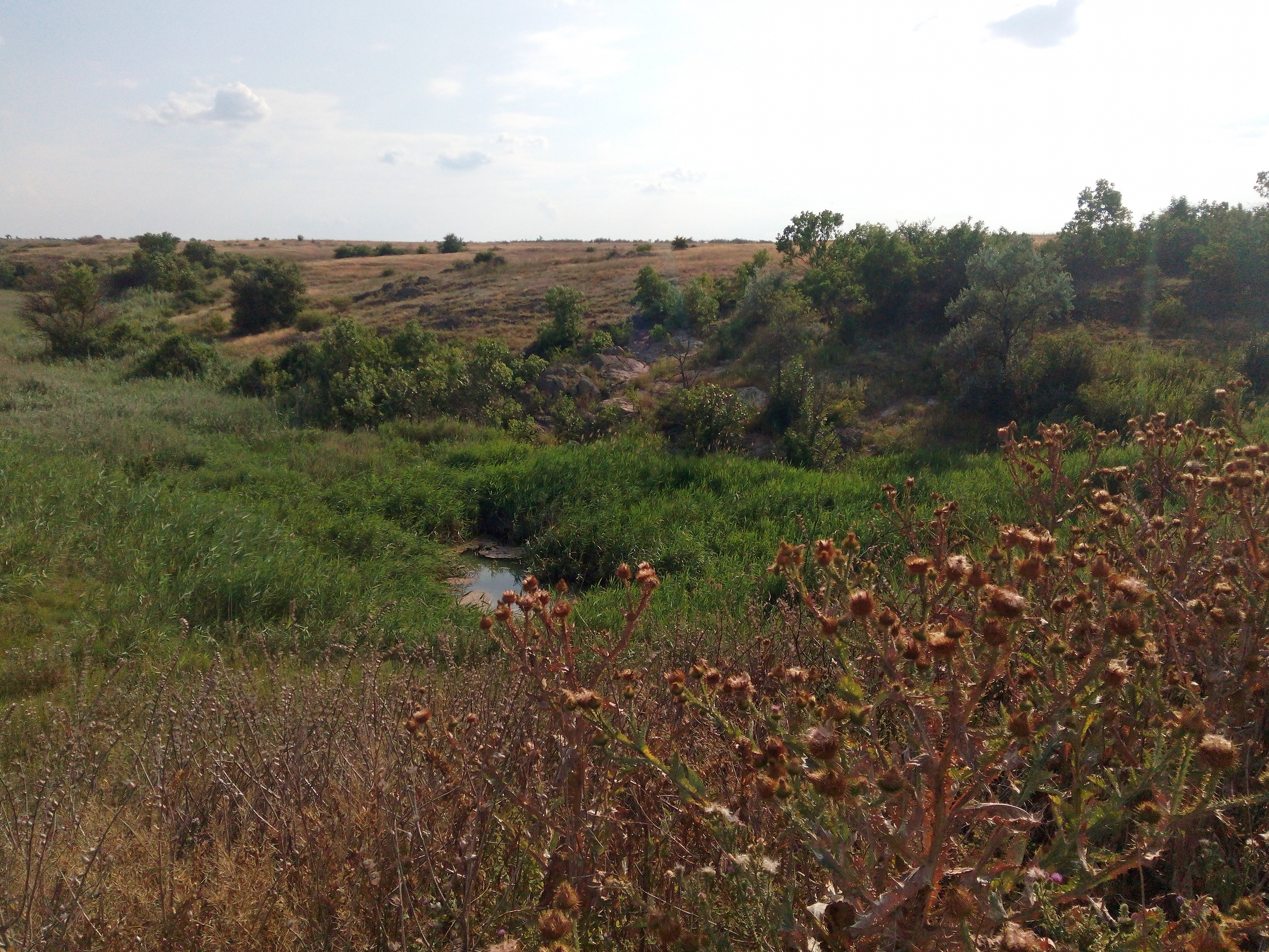
Невеликий став заказника на полях №№7-8
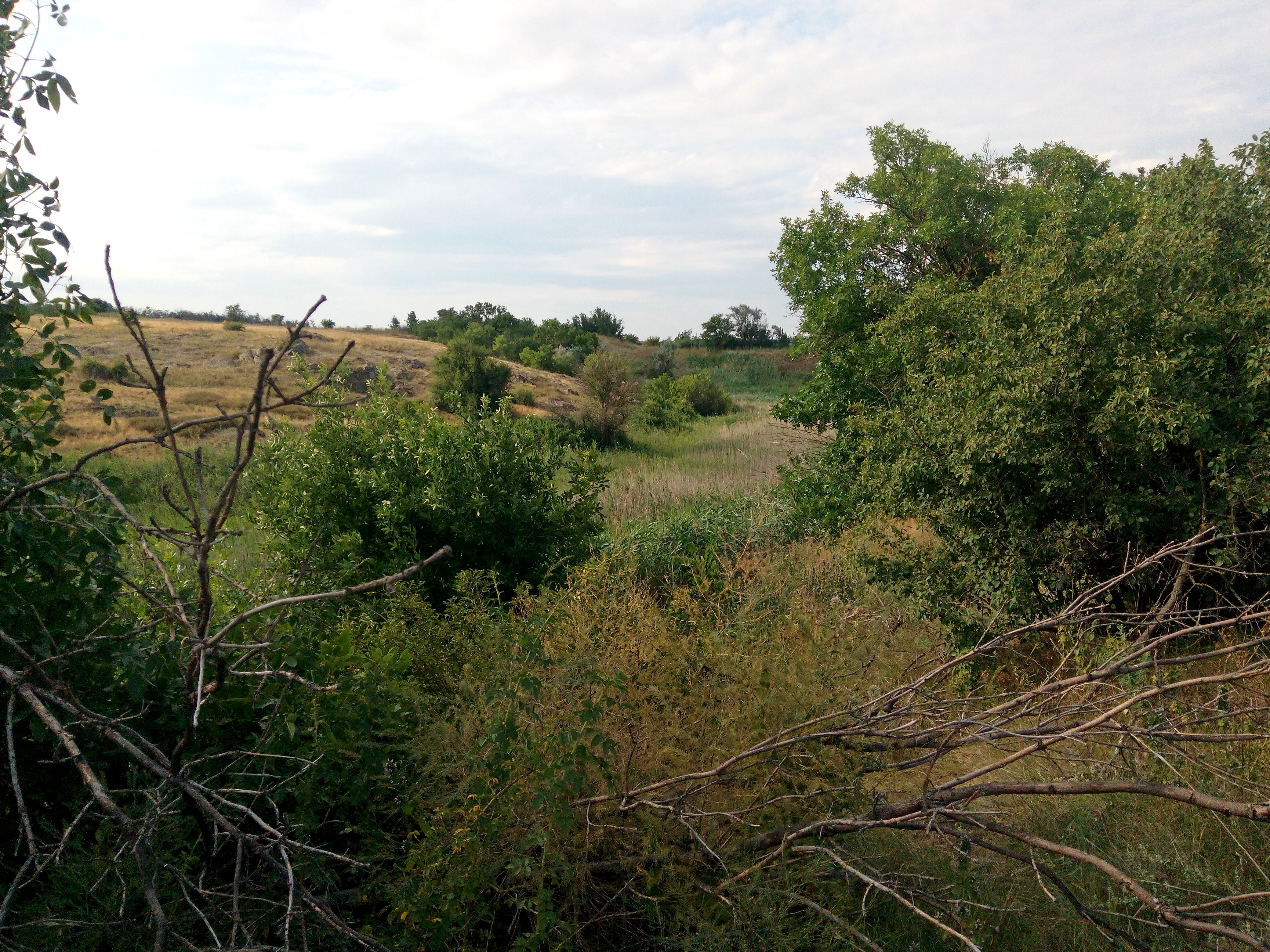
Кущова рослинність заказника на полях №№7-8